# Alan Budikusuma

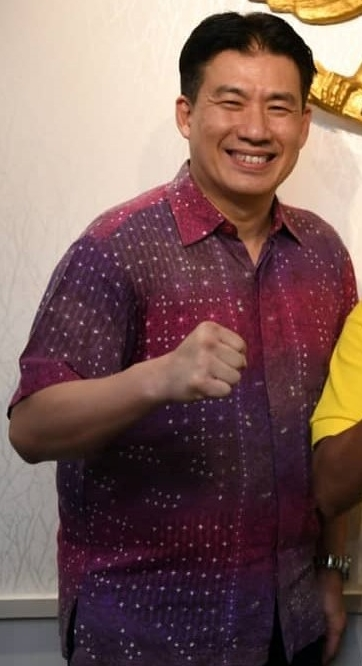
Alan Budikusuma

Alexander Alan Budikusuma Wiratama  (* 29. März 1968 in Surabaya als Goei Ren Fang) ist ein ehemaliger indonesischer Badmintonspieler.

## Karriere
Alan Budikusuma war einer der herausragenden Einzelspieler der frühen 1990er Jahre. 1991 wurde er Vizeweltmeister und 1992 wurde er Olympiasieger. Bei den Weltmeisterschaften 1993 und 1995 schaffte er es nur noch bis ins Viertelfinale. Auch bei Olympia 1996 war im Viertelfinale Endstation.

## Privates
Budikusuma ist verheiratet mit Susi Susanti, einer ehemaligen indonesischen Badminton-Weltklassespielerin, mit der er drei Kinder hat: Lourencia Averina, geboren 1999, Albertus Edward, geboren 2000 und Sebastianus Frederick, geboren 2003. Yohan Hadikusumo Wiratama, ebenfalls Badmintonprofi, jedoch in Hongkong, ist sein jüngerer Bruder.

## Erfolge
| Saison    | Veranstaltung     | Disziplin    | Platz | Name             |
| --------- | ----------------- | ------------ | ----- | ---------------- |
| 1989      | Thailand Open     | Herreneinzel | 1     | Alan Budikusuma  |
| 1989      | Dutch Open        | Herreneinzel | 1     | Allan Budikusuma |
| 1990      | Thailand Open     | Herreneinzel | 2     | Alan Budikusuma  |
| 1990      | Asienspiele       | Herreneinzel | 3     | Alan Budikusuma  |
| 1991      | Weltmeisterschaft | Herreneinzel | 2     | Alan Budikusuma  |
| 1991      | Thailand Open     | Herreneinzel | 1     | Alan Budikusuma  |
| 1991      | China Open        | Herreneinzel | 1     | Alan Budikusuma  |
| 1991/1992 | German Open       | Herreneinzel | 1     | Alan Budikusuma  |
| 1991      | Thailand Open     | Herreneinzel | 1     | Alan Budikusuma  |
| 1992      | Olympia           | Herreneinzel | 1     | Alan Budikusuma  |
| 1992/1993 | German Open       | Herreneinzel | 2     | Alan Budikusuma  |
| 1993      | Indonesian Open   | Herreneinzel | 1     | Alan Budikusuma  |
| 1993      | Weltmeisterschaft | Herreneinzel | 5     | Alan Budikusuma  |
| 1994/1995 | Denmark Open      | Herreneinzel | 3     | Alan Budi Kusuma |
| 1995      | Weltmeisterschaft | Herreneinzel | 5     | Alan Budikusuma  |
| 1995      | Malaysia Open     | Herreneinzel | 1     | Alan Budikusuma  |
| 1996      | Japan Open        | Herreneinzel | 3     | Alan Budikusuma  |
| 1996      | Olympia           | Herreneinzel | 5     | Alan Budikusuma  |
| 1997      | Vietnam Open      | Herreneinzel | 2     | Alan Budikusuma  |
| 1998      | Brunei Open       | Herreneinzel | 3     | Alan Budikusuma  |